# Санта Ђулија Кјеза (Савона)
Санта Ђулија Кјеза је насеље у Италији у округу Савона, региону Лигурија.
Према процени из 2011. у насељу је живело 5 становника. Насеље се налази на надморској висини од 677 м.